# Museo de Jaén

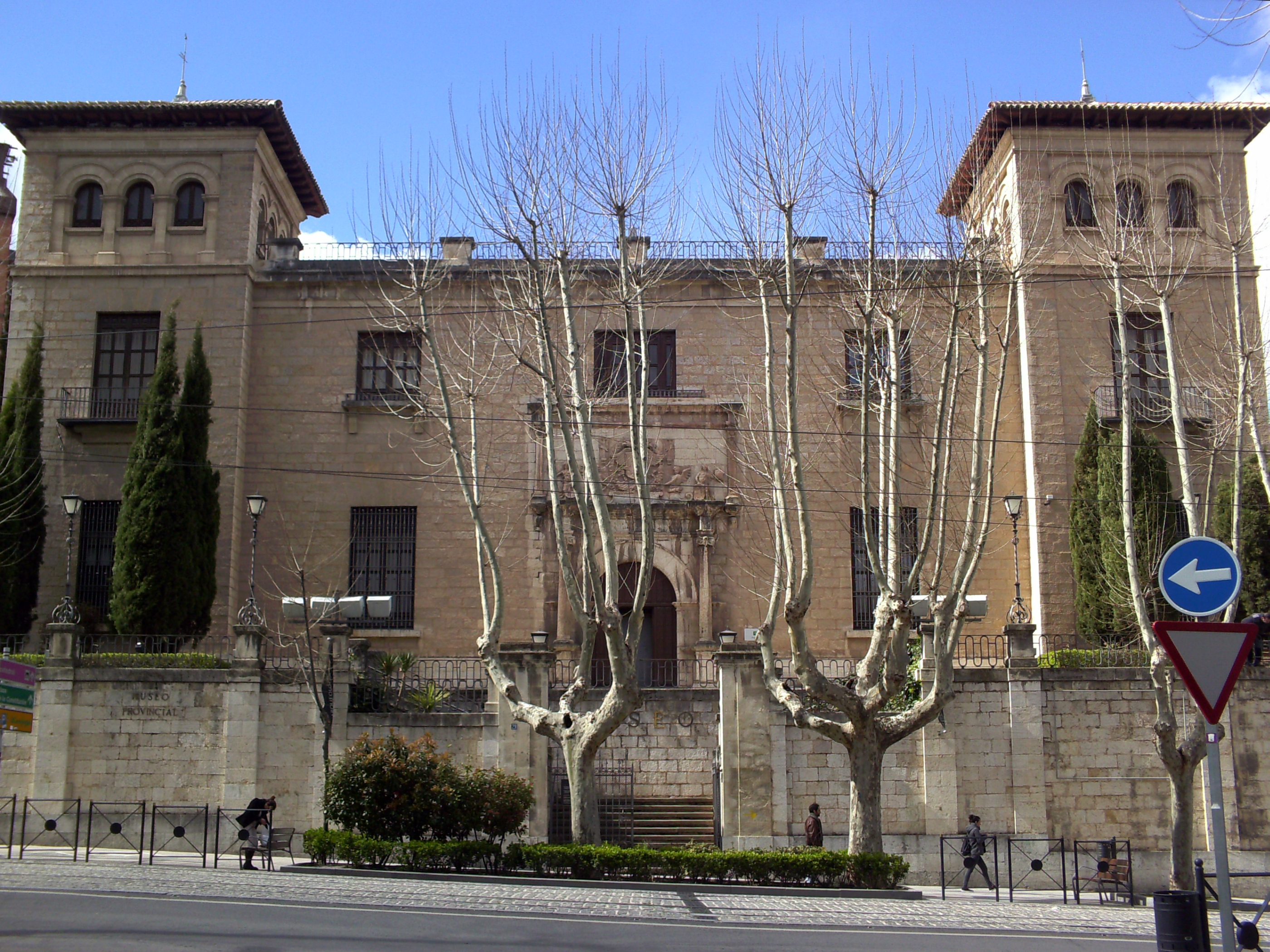
Museo de Jaén

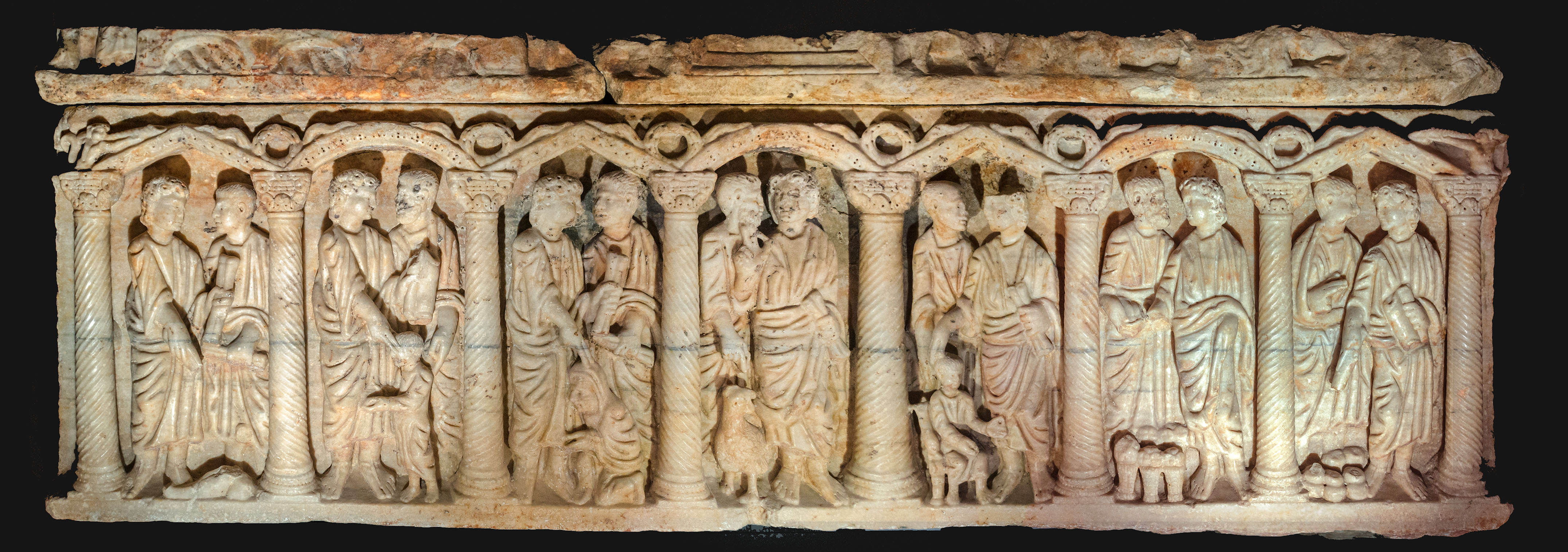
Sarkophag aus Martos (4. Jh.)

Das im Jahr 1920 fertiggestellte Museo de Jaén ist eines der wichtigsten archäologischen und kunsthistorischen Museen Andalusiens und ganz Spaniens. Es zählt gut 50.000 Besucher pro Jahr.

## Lage
Das Museum befindet sich in der Stadt Jaén gut einen Kilometer nördlich der Kathedrale. Etwa 300 m weiter nördlich öffnete im Jahr 2017 das Museo Íbero seine Pforten, welches einige Exponate aus dem Museo de Jaén übernahm.

## Gliederung
Das Museum gliedert sich in eine ältere kunsthistorische und eine jüngere archäologische Abteilung. Beide fusionierten im Jahr 1969 zum heutigen Museum.

## Exponate
Zu den wichtigsten Exponaten der archäologischen Abteilung gehören ein iberischer Krieger aus Porcuna, mehrere Reste von Bodenmosaiken aus römischer Zeit, zahlreiche Bestattungsurnen, ein spätantiker Sarkophag aus Martos sowie einige Keramikvasen aus islamischer Zeit.
Die kunsthistorische Abteilung präsentiert zahlreiche Gemälde aus dem 17. bis 19. Jahrhundert, wobei zunächst religiöse, später dann klassische oder literarische Themen vorherrschen.

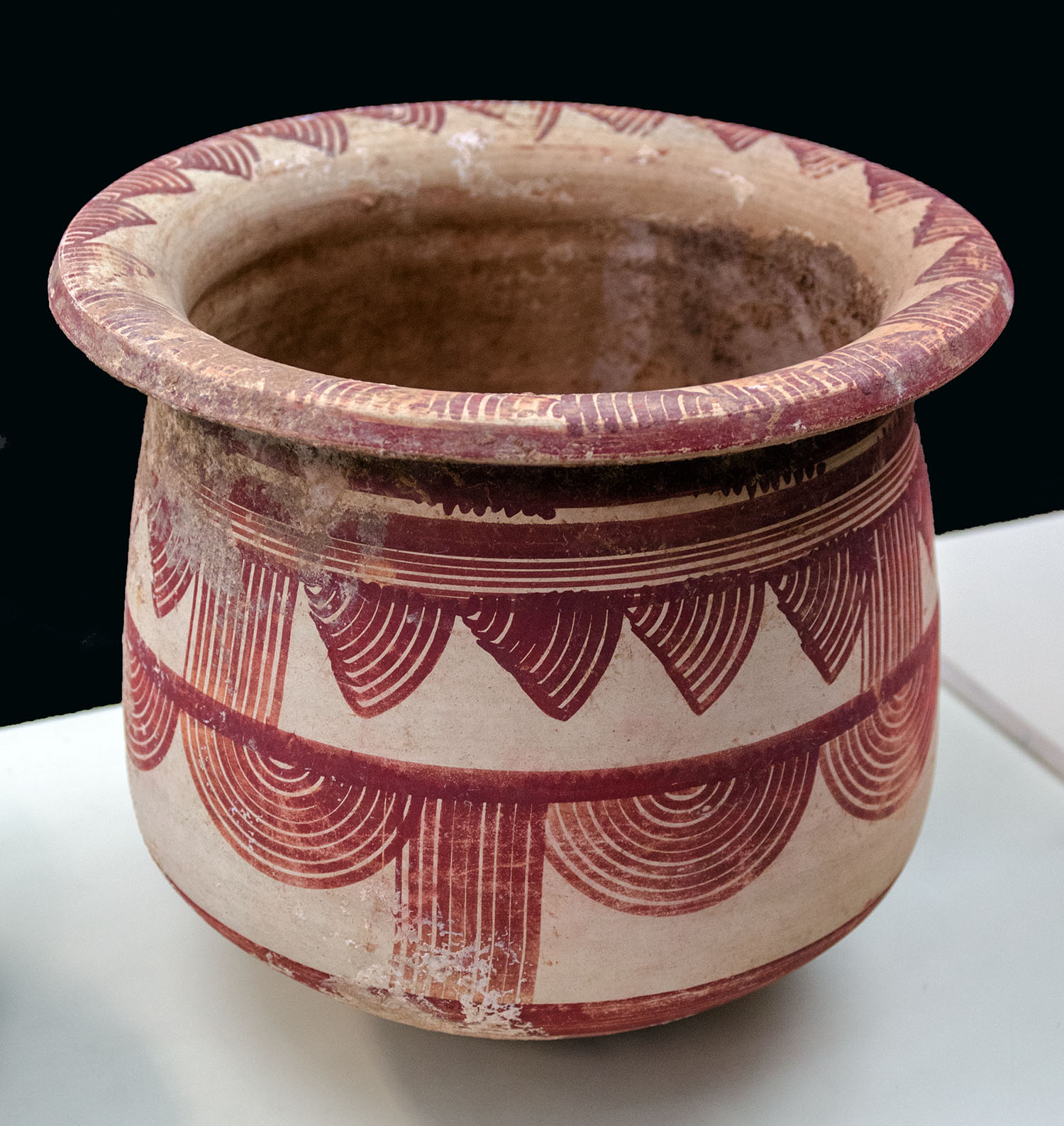
Urne (6. Jh. v. Chr.)
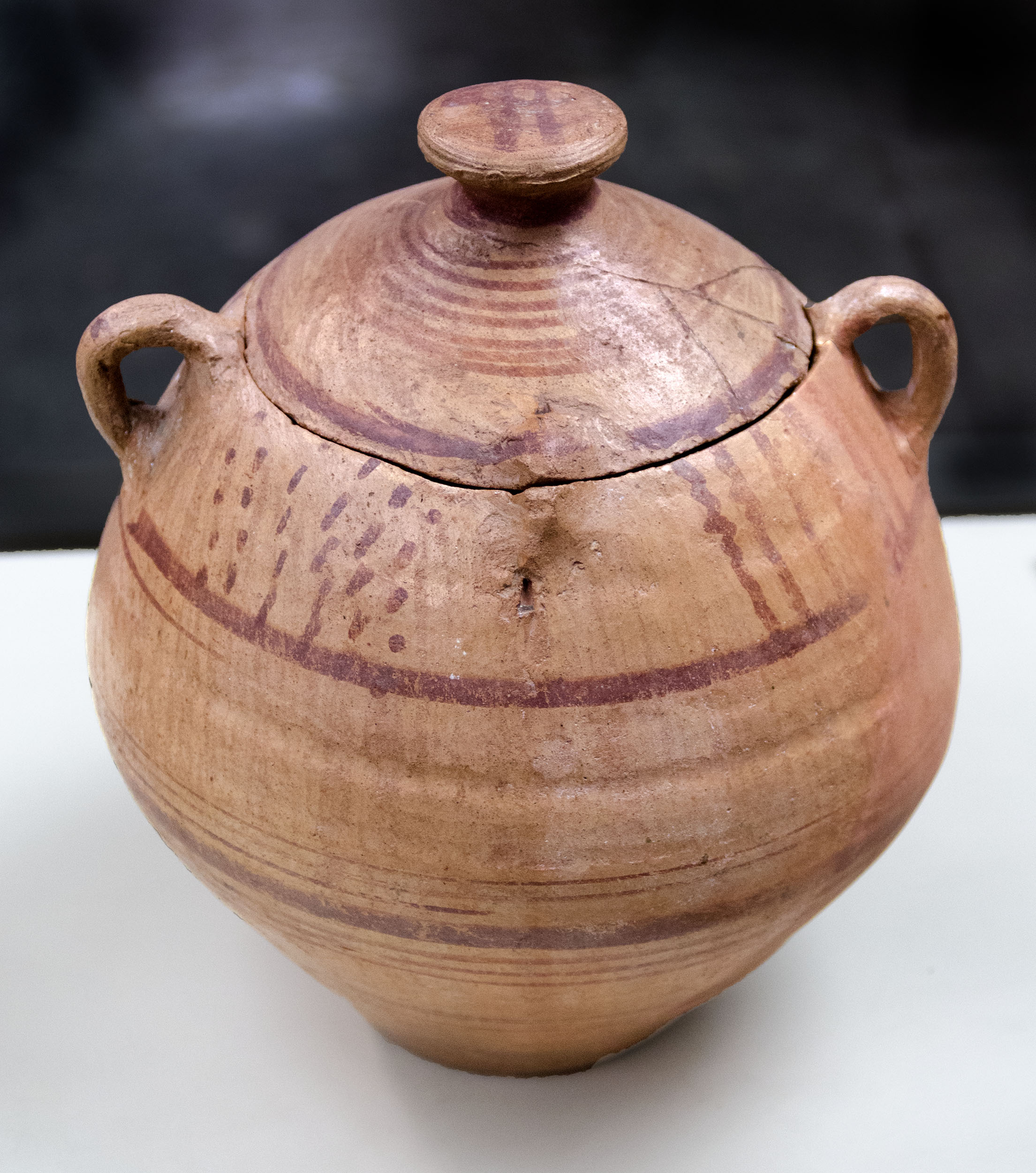
Urne (5. Jh. v. Chr.)
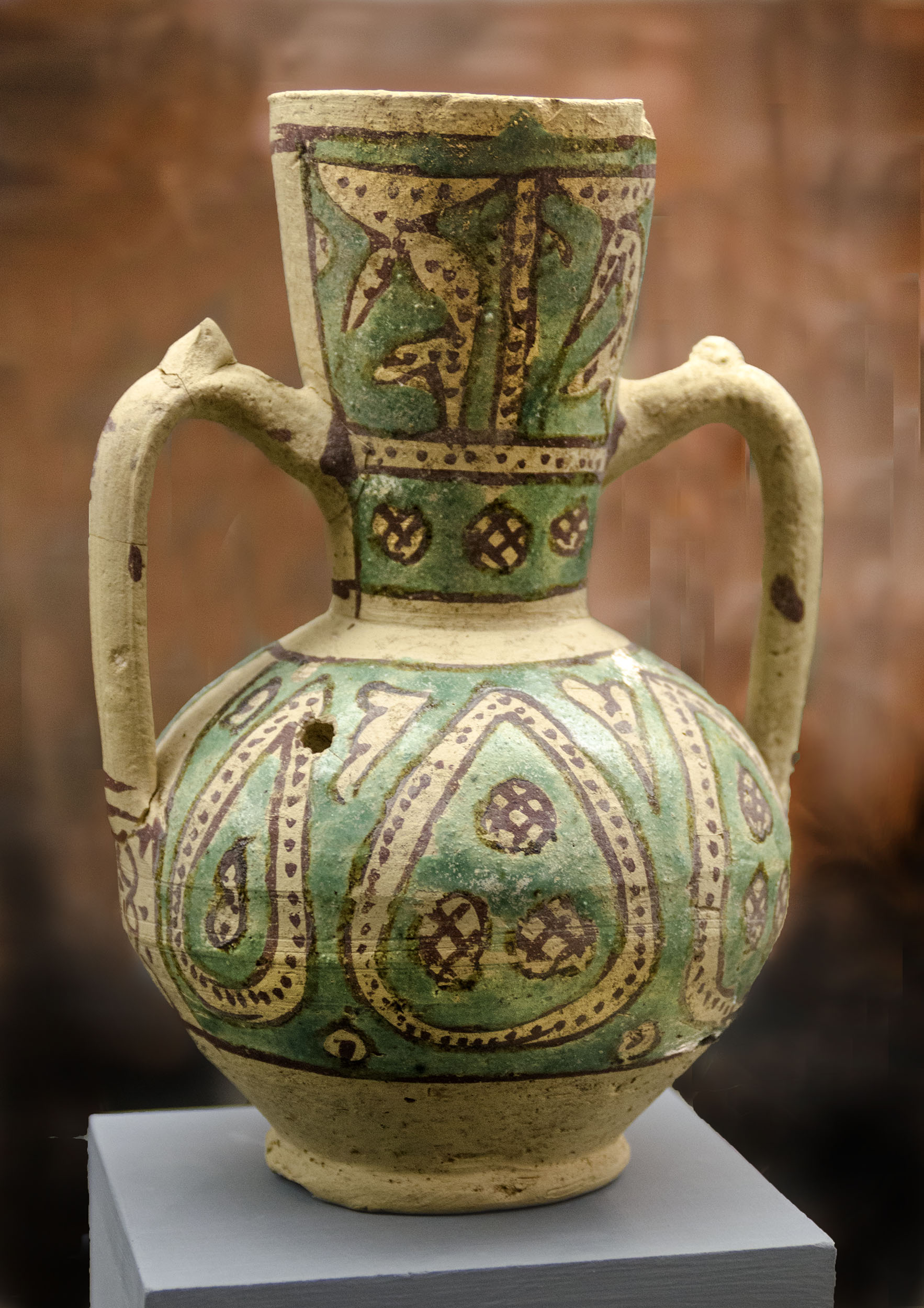
Krug (12./13. Jh.)
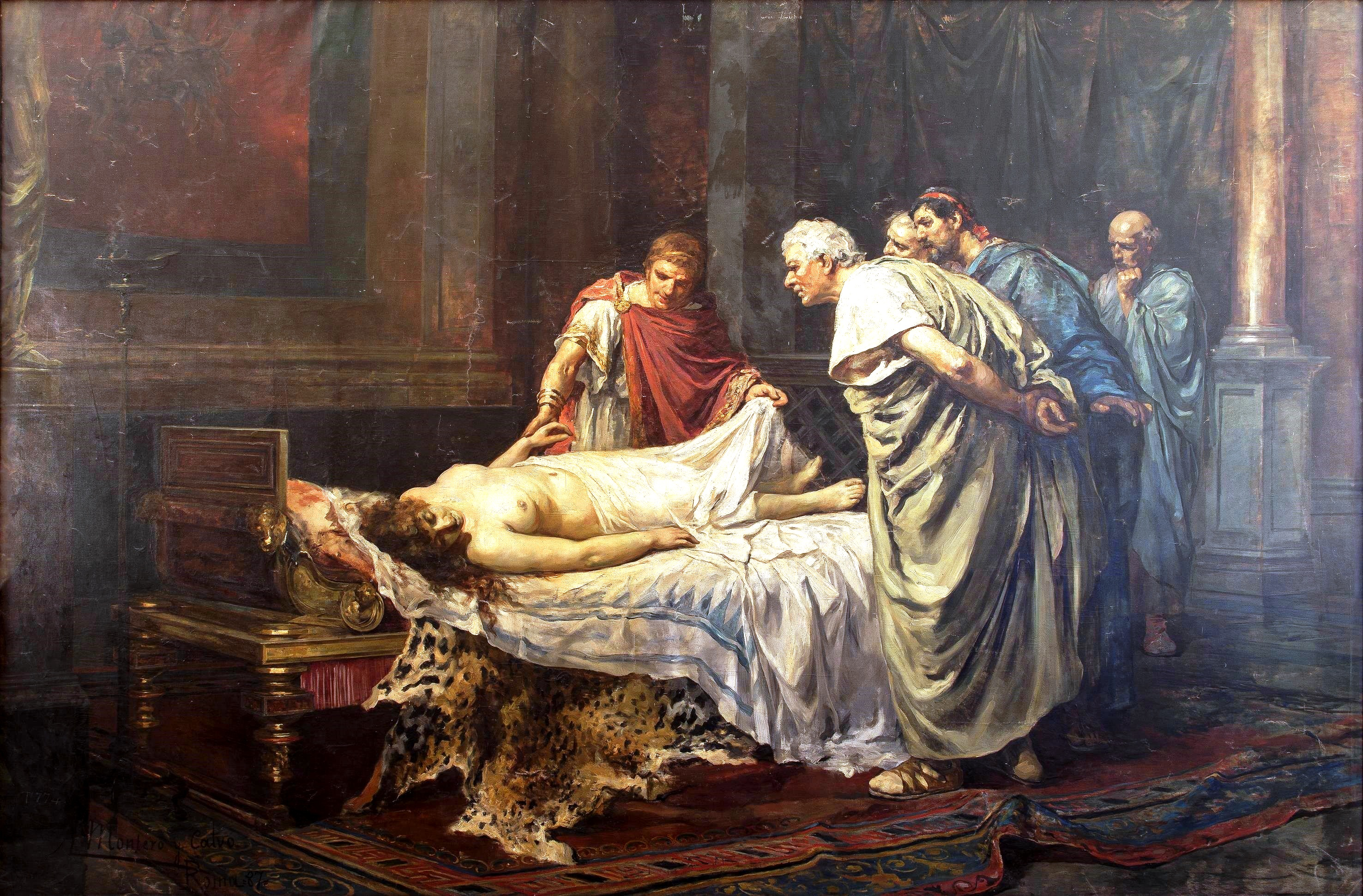
Arturo Montero y Calvo – Nero am Leichnam seiner Mutter
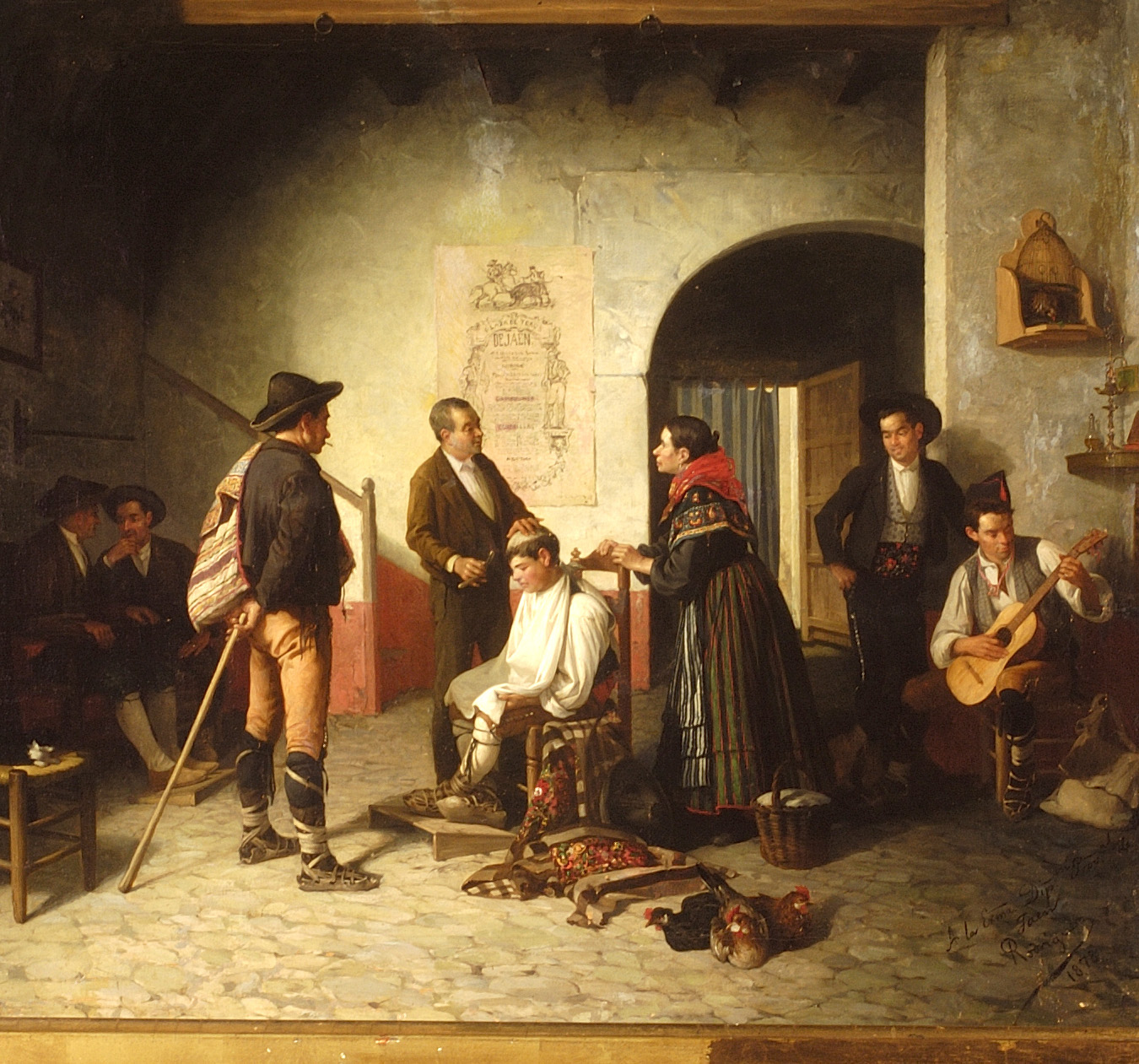
Pedro Rodríguez de la Torre – Genreszene
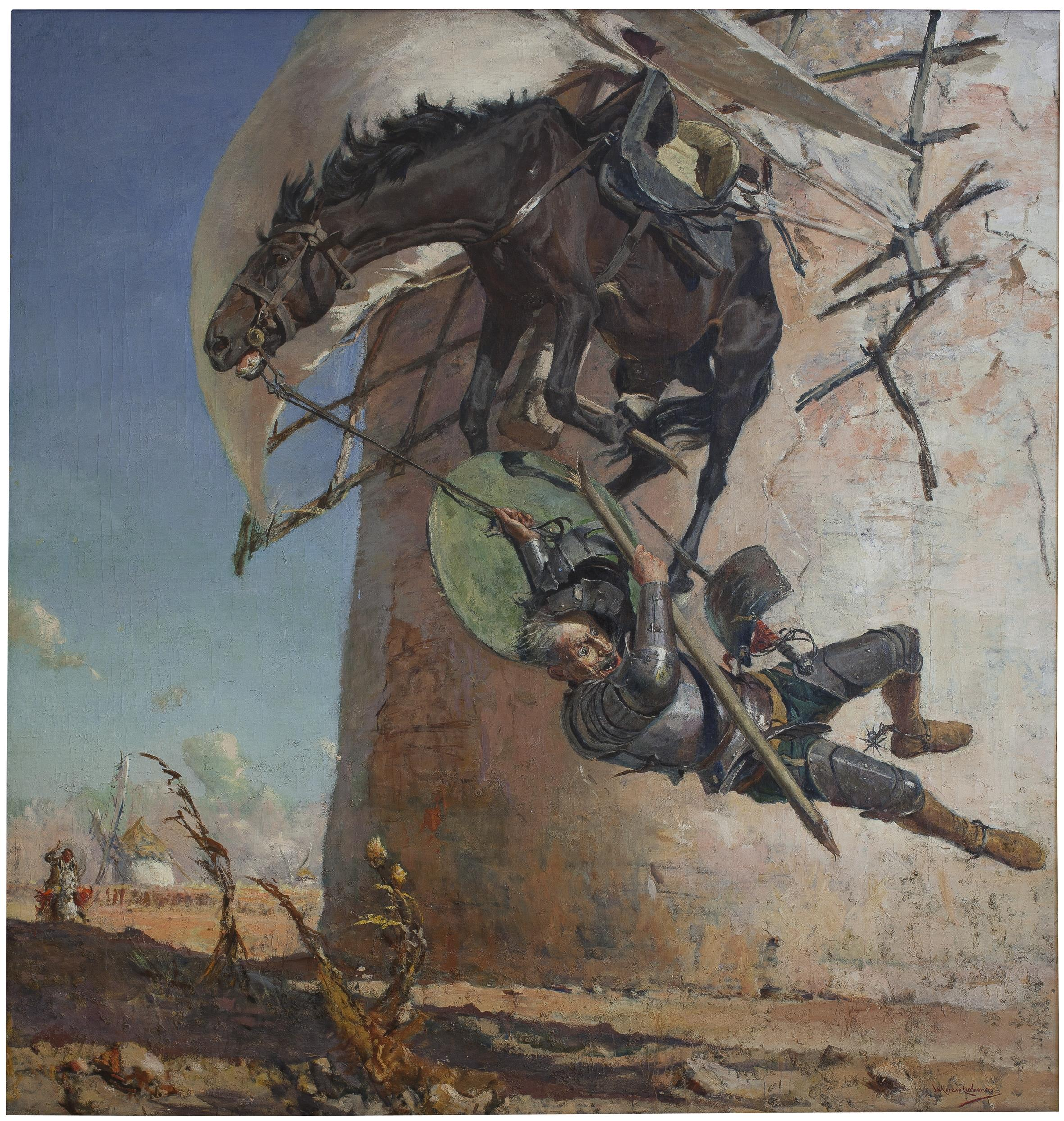
José Moreno Carbonero – Don Quixote und die Windmühlen